# Băhnișoara (okręg Neamț)
Băhnișoara – wieś w Rumunii, w okręgu Neamț, w gminie Bahna. W 2011 roku liczyła 397 mieszkańców.